# N621 (België)
De N621 is een gewestweg in de Belgische provincie Luik. De weg verbindt de N3 in Herve met de N61 in Embourg. De weg heeft een lengte van ongeveer 14 kilometer.

## Plaatsen langs de N621
- Herve
- Wégimont
- Fléron
- Romsée
- Vaux-sous-Chèvremont
- Embourg